# Hong Sung-won
Hong Sung-won (* 26. Dezember 1937 in Hapcheon, Gyeongsangnam-do; † 1. Mai 2008 in Gimpo, Gyeonggi-do) war ein südkoreanischer Schriftsteller.

## Leben
Hong Sung-won wurde 1937 im Bezirk Hapcheon als Ältestes von acht Kindern geboren. 1940 zog er mit seiner Familie nach Nordkorea, wo sie bis zur Befreiung von der  japanischen Kolonialherrschaft lebte. Anschließend ließ sich die Familie in Seoul nieder. 1956 begann Hong ein Anglistikstudium an der Korea University, musste dieses jedoch aufgrund finanzieller Gründe wieder abbrechen.
Kurz nach dem Militärputsch durch Park Chung-hee 1961 musste er einen dreijährigen Militärdienst antreten. Die drei Jahre in der Gangwon-do Military Base hatten einen großen Einfluss auf seine Werke. 1964 wurde Hong als Schriftsteller bekannt, indem er bei drei verschiedenen Schreibwettbewerben in Folge gewann. Seine Erfahrungen als Jugendlicher im Koreakrieg und später als Soldat, standen im Mittelpunkt seiner frühen Werke. Später beschäftigte er sich unter anderem mit den Schwierigkeiten des Stadtlebens und setzte sich mit der jüngeren Geschichte auseinander.
Am 1. Mai 2008 verstarb er mit 71 Jahren in Gimpo in der Provinz Gyeonggi infolge einer chronischen Krankheit.

## Arbeiten (Auszug)

### Koreanisch
- 디·데이의 兵村 Kaserne am D-Day Seoul: Changwoosa 1966
- 주말여행 Reise am Wochenende Seoul: Moonhak Kwa Jisung Sa 1976
- 즐거운 地獄 Die lustige Hölle Seoul: Samjungdang 1977
- 무사와 악사 Krieger und Sänger Seoul: Youl Hwa Dang 1977
- 남과 북 Süden und Norden Seoul: Seoeumsa 1977
- 흔들리는 땅 Die bebende Erde Seoul: Moonhak Kwa Jisung Sa 1978
- 막차로 온 손님들 Die Gäste, die mit dem letzten Zug angekommen sind Seoul: Samjungdang 1982
- 마지막 우상 Das letzte Götzenbild Seoul: Hyundae Munhak 1985
- 폭군 Tyrann Seoul: Nanam 1987
- 먼동 Morgendämmerung Seoul: Moonhak Kwa Jisung Sa 1993
- 투명한 얼굴들 Die durchsichtigen Gesichter Seoul: Moonhak Kwa Jisung Sa 1994
- 그러나 Aber Seoul: Moonhak Kwa Jisung Sa 1996
- 기찻길 Die Eisenbahnschiene Seoul: Moonhak Kwa Jisung Sa 2004

### Übersetzungen

#### Deutsch
- Höfliche Gewalt, in: die horen. Zeitschrift für Literatur, Kunst und Kritik, 41. Jg., 4/96
- Berge, in: Koreanische Erzählungen, Seoul: Euljimunhwasa 1997
- Krieger und Sänger EOS 2005 ISBN 3-8306-7214-4

#### Japanisch
- されど (Aber) Honnoizumi, 2010

## Auszeichnung
- 1992 – 04. Isan Literaturpreis
- 1985 – Hyŏndae Literaturpreis
- 1977 – Literaturpreis der Republik Korea – Präsidenten Auszeichnung